# Hejie
Hejie (kinesiska: 河街, 河街乡) är en socken i Kina. Den ligger i provinsen Henan, i den centrala delen av landet, omkring 78 kilometer söder om provinshuvudstaden Zhengzhou. Antalet invånare är 42043. Befolkningen består av 20 342 kvinnor och 21 701 män. Barn under 15 år utgör 18,0 %, vuxna 15-64 år 73 %, och äldre över 65 år 8,0 %.
Genomsnittlig årsnederbörd är 710 millimeter. Den regnigaste månaden är juli, med i genomsnitt 149 mm nederbörd, och den torraste är januari, med 4 mm nederbörd.